# Амерешть (комуна)
Амерешть, Амерешті (рум. Amărăști) — комуна у повіті Вилча в Румунії. До складу комуни входять такі села (дані про населення за 2002 рік):
- Амерешть (675 осіб) — адміністративний центр комуни
- Мерешешть (361 особа)
- Немою (494 особи)
- Падіна (201 особа)
- Паланга (402 особи)
- Теюл (12 осіб)

Комуна розташована на відстані 158 км на захід від Бухареста, 41 км на південний захід від Римніку-Вилчі, 55 км на північний схід від Крайови.

## Населення
За даними перепису населення 2002 року у комуні проживали 2145 осіб.
Національний склад населення комуни:
| Національність | Кількість осіб | Відсоток |
| -------------- | -------------- | -------- |
| румуни         | 2144           | > 99,9%  |
| угорці         | 1              | < 0,1%   |

Рідною мовою назвали:
| Мова      | Кількість осіб | Відсоток |
| --------- | -------------- | -------- |
| румунська | 2144           | > 99,9%  |
| угорська  | 1              | < 0,1%   |

Склад населення комуни за віросповіданням:
| Релігія     | Кількість осіб | Відсоток |
| ----------- | -------------- | -------- |
| православні | 2144           | > 99,9%  |
| лютерани    | 1              | < 0,1%   |